# Medina (Ohio)
Medina és una població dels Estats Units a l'estat d'Ohio. Segons el cens del 2000 tenia 25.139 habitants.

## Demografia
Segons el cens del 2000, Medina tenia 25.139 habitants, 9.467 habitatges, i 6.683 famílies. La densitat de població era de 872,1 habitants per km².
Dels 9.467 habitatges en un 40,3% hi vivien nens de menys de 18 anys, en un 57,5% hi vivien parelles casades, en un 10,6% dones solteres, i en un 29,4% no eren unitats familiars. En el 25,1% dels habitatges hi vivien persones soles el 9,5% de les quals corresponia a persones de 65 anys o més que vivien soles. El nombre mitjà de persones vivint en cada habitatge era de 2,6 i el nombre mitjà de persones que vivien en cada família era de 3,15.
Per edats la població es repartia de la següent manera: un 29,9% tenia menys de 18 anys, un 7,2% entre 18 i 24, un 33,8% entre 25 i 44, un 18,8% de 45 a 60 i un 10,2% 65 anys o més.
L'edat mediana era de 33 anys. Per cada 100 dones de 18 o més anys hi havia 89,2 homes.
La renda mediana per habitatge era de 50.226 $ i la renda mediana per família de 57.435 $. Els homes tenien una renda mediana de 42.437 $ mentre que les dones 26.893 $. La renda per capita de la població era de 21.709 $. Aproximadament el 5,1% de les famílies i el 5,7% de la població estaven per davall del llindar de pobresa.

## Poblacions més properes
El següent diagrama mostra les poblacions més properes.